# Conosimus caucasicus
Conosimus caucasicus är en insektsart som beskrevs av Melichar 1914. Conosimus caucasicus ingår i släktet Conosimus och familjen sköldstritar. Inga underarter finns listade i Catalogue of Life.